# Луцзяцунь
Луцзяцунь (кит. 芦家村站, пін. Lújiācūn Zhàn) — залізнична станція в КНР, розміщена на Цзінін-Ерляньській залізниці між станціями Беньхун і Баян-Цаган.
Розташована в селі Луцзя хошуну Чахар – Правий Задній стяг (міський округ Уланчаб, автономний район Внутрішня Монголія). Відкрита в 1953 році.